# Ju ji shou
 (mars 2024).
La mise en forme du texte ne suit pas les recommandations de Wikipédia : il faut le « wikifier ».
Les points d'amélioration suivants sont les cas les plus fréquents. Le détail des points à revoir est peut-être précisé sur la page de discussion.
- Les titres sont pré-formatés par le logiciel. Ils ne sont ni en capitales, ni en gras.
- Le texte ne doit pas être écrit en capitales (les noms de famille non plus), ni en gras, ni en italique, ni en « petit »…
- Le gras n'est utilisé que pour surligner le titre de l'article dans l'introduction, une seule fois.
- L'italique est rarement utilisé : mots en langue étrangère, titres d'œuvres, noms de bateaux, etc.
- Les citations ne sont pas en italique mais en corps de texte normal. Elles sont entourées par des guillemets français : « et ».
- Les listes à puces sont à éviter, des paragraphes rédigés étant largement préférés. Les tableaux sont à réserver à la présentation de données structurées (résultats, etc.).
- Les appels de note de bas de page (petits chiffres en exposant, introduits par l'outil «  Source ») sont à placer entre la fin de phrase et le point final[comme ça].
- Les liens internes (vers d'autres articles de Wikipédia) sont à choisir avec parcimonie. Créez des liens vers des articles approfondissant le sujet. Les termes génériques sans rapport avec le sujet sont à éviter, ainsi que les répétitions de liens vers un même terme.
- Les liens externes sont à placer uniquement dans une section « Liens externes », à la fin de l'article. Ces liens sont à choisir avec parcimonie suivant les règles définies. Si un lien sert de source à l'article, son insertion dans le texte est à faire par les notes de bas de page.
- La présentation des références doit suivre les conventions bibliographiques. Il est recommandé d'utiliser les modèles {{Ouvrage}}, {{Chapitre}}, {{Article}}, {{Lien web}} et/ou {{Bibliographie}}. Le mode d'édition visuel peut mettre en forme automatiquement les références.
- Insérer une infobox (cadre d'informations à droite) n'est pas obligatoire pour parachever la mise en page.

Pour une aide détaillée, merci de consulter Aide:Wikification.
Si vous pensez que ces points ont été résolus, vous pouvez retirer ce bandeau et améliorer la mise en forme d'un autre article.
Pour plus de détails, voir Fiche technique et Distribution.
Ju ji shou ((zh), Sniper, Snipers ou Sharpshooter en traduction libre) est un film de guerre chinois de 2022 réalisé par Zhang Yimou et sa fille Zhang Mo, et mettant en vedette Zhang Yu, Chen Yongsheng et Zhang Yi,,. Le film est basé sur un récit fictif de l'histoire réelle de Zhang Taofang, un tireur d'élite chinois qui a combattu les soldats américains pendant la guerre de Corée,. Le film a été présenté en première en Chine le 1er février 2022, pour célébrer la Journée de l'Armée populaire de libération.

## Synopsis
Durant l'hiver 1952, le 5e groupe de combat de la 8e compagnie dirigé par le tireur d'élite Liu Wenwu est chargé de secourir l'officier du renseignement Liang Liang, pris en embuscade par les troupes américaines. Ils retrouvent leur camarade au milieu du champ de bataille glacé, où il a apparemment été laissé pour mort, pour se rendre compte que son corps a été placé là comme appât. Après avoir accumulé de nombreuses victimes, Liu a été surnommé « La Faucheuse » dans les articles de presse et le commandant américain enragé, Jack, est déterminé à le capturer.

## Distribution
Ci-dessous se trouve le tableau de distribution,,.
| Acteur            | Personnage              | Détails                           |
| ----------------- | ----------------------- | --------------------------------- |
| Zhang Yu          | Sergent Liu Wenwu       | Commandant du 5e groupe de combat |
| Chen Yongsheng    | Zhang Dayong            |                                   |
| Jonathan Kos-Read | John                    | Commandant sniper américain       |
| Scotty Bob Cox    | Jack                    | Valet                             |
| Zhang Yi          | Commandant de compagnie | Apparition spéciale               |
| Liu Yitie         | Liang Liang             |                                   |
| Lin Boyang        | Femme journaliste       |                                   |
| AJ Donnelly       | Capitaine Williams      |                                   |
| Yongsheng Chen    | Da Yong                 |                                   |
| Kenan Heppe       | Mark                    |                                   |
| Kevin Lee         | Russ                    |                                   |
| Ziyi Wang         | Xiao Xu                 |                                   |
| Chen Ming Yang    | Pang Dun                |                                   |
| Wang Naixun       | Wang Zhongyi            |                                   |
| Wang Youming      | Journaliste masculin    |                                   |
| Cheng Hong Xin    | Sun Xi                  |                                   |
| Pierre Bourdaud   | Andrew                  |                                   |
| Yitie Liu         | Liang Liang             |                                   |
| Hucheng Zhao      | Garçon nord-coréen      |                                   |
| Kun Li            | Niu Gui                 |                                   |
| Nathaniel Boyd    | Nate                    |                                   |
| Kenton Van Dunk   | Adjudant américain      |                                   |
| Dmitriy Antonov   | Soldat américain        | Équipe d'action                   |
| Kyrylo Shulga     | Soldat américain        | Non-crédité                       |

## Production
Le tournage a commencé dans la montagne Paektu de Jilin le 6 janvier 2021. Bien qu'il ait été occupé à travailler sur les cérémonies d'ouverture et de clôture des Jeux olympiques d'hiver de Pékin 2022, le réalisateur chinois le plus estimé, Zhang Yimou, a quand même réussi à obtenir un congé de deux mois pour filmer Ju ji shou début 2021.

## Musique
| No | Titre                        | Durée |
| -- | ---------------------------- | ----- |
| 1. | Terre de Personne (无人之境) |       |

## Sortie
Ju Ji Shou devait sortir le 30 juillet 2021 en Chine, mais a été reporté au 1er février 2022. Il a été financé par la China Film Administration.
Lors de sa première semaine, l'unique champion du box-office chinois a été l'épopée de guerre Lake Changjin II, avec 152 millions de dollars de recettes pour le week-end du vendredi au dimanche, confortablement devant la comédie Too Cool to Kill, qui a rapporté 111 millions de dollars le même week-end. trois jours. Snipers a atteint la cinquième place ce week-end avec 22,7 millions de dollars. Lake Changjin II a bouclé ses six premiers jours dans les cinémas chinois avec 395 millions de dollars, selon Artisan Gateway. Too Cool to Kill a rapporté 217 millions de dollars, devant Nice View avec 104 millions de dollars, Boonie Bears avec 88,8 millions de dollars et Sniper avec 41,1 millions de dollars.

## Réception
Ju ji shou a reçu des critiques mitigées de la part des évaluateurs. Snipers est à la fois un concurrent direct et une alternative au film Battle at Lake Changjin II ; tous deux se déroulant pendant la guerre de Corée, mais alors que Champion du réalisateur Tsui Hark est une épopée de guerre grandiloquente, « une extravagance pyrotechnique de 149 minutes », le film des Zhang est une version plus petite de seulement 96 minutes et plus destinée à un petit groupe de soldats au combat. La présentation du film n'a pas été considérée comme aussi élégante que celle de l'autre œuvre de Zhang Yimou, le film d'espionnage Cliff Walkers ; et le casting étranger est composé d'acteurs internationaux issus de l'industrie chinoise, ce qui implique "une dureté comique involontaire". Zhang avait été félicité pour son talent particulier dans les scènes d'action dans Sacrifices of War de 2011, qui avait une histoire parallèle présentant un tireur d'élite chinois abattant les troupes japonaises lors de la bataille de Nankin en 1937.

### David contre Goliath
Le récit vise à faciliter un ensemble de scénarios bien exécutés en mettant l'accent sur la géographie spatiale désolée de la Corée en hiver. Bien qu'expérimenté dans les films à thème militaire, Snipers est le premier film de Zhang se déroulant entièrement sur un véritable champ de bataille. Cependant, le film est plus un drame psychologique se déroulant dans une situation de haute pression qu'un film de guerre historique, ou une action explosive comme celle de son adversaire Lake Changjin II. La majeure partie de l'action de la première heure est un jeu de chat et de souris entre les deux groupes de tireurs d'élite alors qu'ils s'entretuent et se disputent le corps grièvement blessé de l'espion de la petite vallée qui les sépare. La bataille se déroule avec la juxtaposition de l’ingéniosité économique des paysans et de la force brute américaine lourdement équipée. Un garçon nord-coréen s'approche de l'officier de renseignement allongé au milieu d'un no man's land et, dans la dispute entre les deux équipes qui tirent sur le garçon pour amener l'officier à ses côtés, les Américains gagnent la dispute en attirant le garçon avec de la nourriture. Pendant ce temps, les Chinois n’ont qu’une seule jumelle.

### Personnages développés

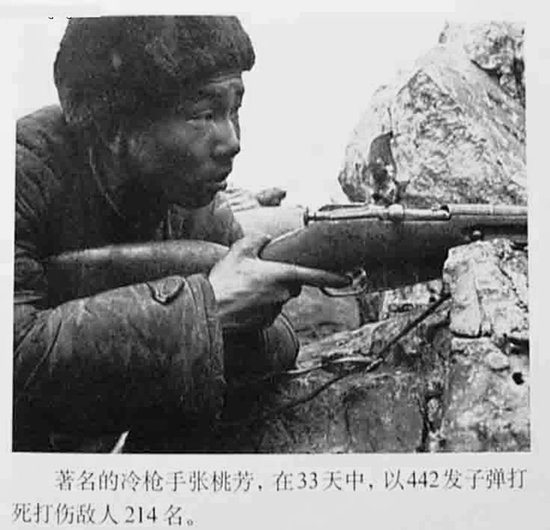
Zhang Taofang avec son fusil sans lunette. La légende dit « Le célèbre tireur à froid Zhang Taofang, il a réussi 214 victoires avec 442 tirs en 33 jours. »

Les personnages sont des modèles archétypaux des drames de guerre télévisés chinois et sont critiqués comme étant trop superficiels pour un film de théâtre. La raison du sauvetage de l’officier de renseignement a une signification plus large que le simple sauvetage d’un camarade, opposant ainsi l’esprit collectiviste chinois à la vengeance personnelle du côté américain. Le scénario a été critiqué pour son idéologie assez exagérée, et les stéréotypes des ennemis de la Chine communiste restent pour l'essentiel les mêmes. Alors que le groupe de tireurs d'élite américains est présenté comme humain, montrant la fatigue et le manque de la maison, le tireur d'élite américain John (Jonathan Andrew Kos-Read) incarne tous les tropes de l'antiaméricanisme des médias chinois, étant un antagoniste cruel et obsessionnel. Le nouveau commandant de John, le capitaine Williams (Andrew James), souligne que le Congrès américain a ordonné que Liu Wenwu soit capturé vivant, mais John précise que ce n'est pas son intention. Le protagoniste s'efforce toujours d'éveiller la fierté nationale et remonte à plusieurs reprises le moral des soldats "les larmes aux yeux", et même les tireurs d'élite américains, malgré leur réticence, reconnaissent le courage de leurs adversaires chinois. La bataille décisive entre l'homme et le tank s'est trop rapprochée du territoire invraisemblable de Wolf Warrior 2, mais cette suite a évité le spectacle au profit de l'intelligence tactique du protagoniste.

### Sniper historique
Le sergent Liu Wenwu (Zhang Yu) lui-même était basé sur un tireur d'élite réel, Zhang Taofang. En tant que membre de l'Armée des volontaires du peuple, il opérait depuis la colline 614 et des photos publicitaires annonçaient qu'il avait abattu 214 ennemis en seulement 33 jours. Le nombre revendiqué est élevé et sujet à controverse, mais les tireurs d'élite chinois ont été conseillés par les Soviétiques et entraînés selon des normes élevées. Ils étaient armés de fusils Mosin-Nagant, mais pour la plupart sans lunettes PU, et la photo de Zhang Taofang le montre utilisant uniquement des viseurs en fer ; encore une démonstration de la disparité de richesse entre les opposants, comme le montre le film.

### Le côté américain
La co-réalisatrice Zhang Mo a étudié aux États-Unis et a été félicitée pour sa mise en scène des séquences de l'armée américaine, qui sont en anglais,. Snipers a été salué comme le premier film de Chine continentale à rendre un ennemi occidental au moins à moitié crédible et avec un dialogue assez naturel ; du moins jusqu'à la fin, qualifiée de « maniaque » et « où les stéréotypes habituels se réaffirment ». Alors que les héros chinois sont tour à tour criards et pleureurs, les Américains sont tour à tour sur la défensive, confiants, dévastés, impressionnés, lâches, apoplectiques, désespérés et arrogants. Émergeant rapidement comme une personnalité, Jonathan Kos-Read, 48 ans, né à New York, l'étranger préféré de longue date de l'industrie chinoise continentale, a été célébré comme étant dans son rôle le plus important à ce jour en tant que tireur obsessionnel "Yankee". Chacun des snipers américains a dû se préparer physiquement bien avant le début du tournage, notamment en perdant une quantité importante de graisse corporelle et en participant à un camp d'entraînement militaire de deux semaines pour acquérir de l'expérience dans l'entraînement des tireurs d'élite.

### Idéologie
Un aspect remarquable et historiquement précis des personnages concerne la langue : les jeunes troupes chinoises parlent le dialecte du Sichuan et pas seulement le mandarin. Snipers suit la convention du film de tireur d'élite et place la caméra à l'intérieur de la lunette du fusil, permettant au spectateur de regarder la cible en gros plan. Mais il a été critiqués pour avoir montré une scène bullet-time avec des effets bâclés pour chaque tir mortel des tireurs d'élite chinois. Dans une scène, trois soldats chinois continuent de chanter à haute voix une chanson patriotique pendant deux bonnes minutes, afin de maintenir éveillés les blessés de l'agent infiltré qu'ils tentent de secourir, dont les paroles évoquent la version chinoise de la guerre de Corée : « Bonne fils et filles de Chine, unissons-nous pour aider la Corée du Nord à résister aux États-Unis et à vaincre les méchants Américains. »
Un autre contraste idéologique est le cadre de l’intrigue. Contrairement aux productions hollywoodiennes, où les erreurs sont attribuées aux supérieurs, dans ce film, la seule erreur est commise par un soldat agissant de sa propre initiative, et l'erreur est irréparable. La désobéissance à une autorité supérieure ne peut que conduire au désastre.